# بريان غرايمز
بريان غرايمز (بالإنجليزية: Bryan Grimes)‏ هو عسكري أمريكي، ولد في 2 نوفمبر 1828 في مقاطعة بيت في الولايات المتحدة، وتوفي بنفس المكان في 14 أغسطس 1880.